# Phaonia trigonota
Phaonia trigonota är en tvåvingeart som beskrevs av Wulp 1896. Phaonia trigonota ingår i släktet Phaonia och familjen husflugor.
Artens utbredningsområde är Nicaragua. Inga underarter finns listade i Catalogue of Life.